# Chesneya isfarensis
Chesneya isfarensis là một loài thực vật có hoa trong họ Đậu. Loài này được Tarakulov miêu tả khoa học đầu tiên.